# Yli Makkarajärvi
Yli Makkarajärvi är en sjö i Kiruna kommun i Lappland och ingår i Torneälvens huvudavrinningsområde.